# 앙도슈 쥐노

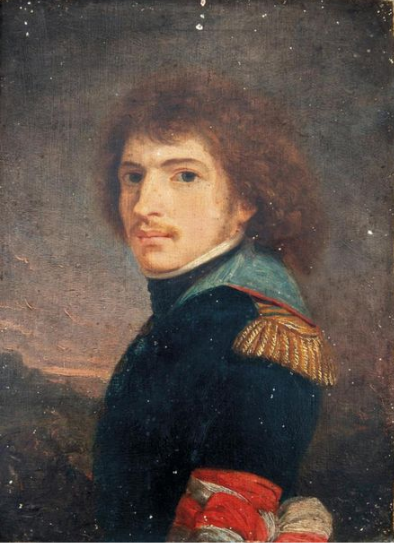

앙도슈 쥐노(Andoche Junot, 1771년 9월 24일 ~ 1813년 7월 29일)는 나폴레옹 전쟁 당시에 활동한 프랑스의 군인 공무원이다.
코트도르주에서 태어났다. 프랑스 혁명이 발발할 때 디종에서 법을 공부했다. 1793년 툴롱 포위전 때 나폴레옹 보나파르트를 처음 만났다.